# Richard Daley
Pour les articles homonymes, voir Daley.
Richard Joseph Daley, né le 15 mai 1902 à Chicago (Illinois) et mort le 20 décembre 1976 dans cette même ville, est un homme politique américain. Issu de la communauté irlandaise catholique et membre du Parti démocrate, il est maire de Chicago six mandats consécutifs de 1955 à 1976.
Il est considéré aux États-Unis comme le « dernier boss des grandes villes », expression faisant allusion à sa façon de diriger la ville d'une main de fer. Une enquête menée en 1993 par l'auteur Melvin G. Holli, de l'université de l'Illinois à Chicago, auprès d'historiens, de politologues et d'experts en urbanisme, classe Daley au cinquième rang des meilleurs maires de grandes villes américaines ayant exercé leurs fonctions entre 1820 et 1993, ainsi qu'au premier rang des meilleurs maires de grandes villes ayant exercé leurs fonctions après 1960. En 2005, à l'occasion du 50e anniversaire de l'assermentation de Daley à l’hôtel de ville de Chicago en 1955, plusieurs dizaines de biographes et d'anciens de ses collaborateurs se sont réunis à la Chicago Historical Society (actuel musée d'histoire de Chicago) pour lui rendre hommage.
Richard Daley avait acquis une position majeure au sein du Parti démocrate, appuyant la candidature à l'élection présidentielle américaine de 1960 de John Fitzgerald Kennedy et l'élection présidentielle américaine de 1968 de Hubert Humphrey. En 1959 et 1960, Daley préside la Conférence des maires des États-Unis (United States Conference of Mayors).
Cependant, Daley avait également des ennemis au sein du Parti démocrate. Au milieu des années 1970, plusieurs membres de son administration ont été accusés et condamnés pour corruption à différents degrés.

## Biographie
Richard Joseph Daley est né le 15 mai 1902 à Bridgeport, un secteur ouvrier du South Side de Chicago. Richard Daley est diplômé de l'Institut De La Salle et de l'université DePaul. Il était le fils unique de Michael et Lillian Daley dont les familles (originaires du petit village d'Old Parish, près de la station balnéaire de Dungarvan, dans le comté de Waterford en Irlande) étaient arrivées aux États-Unis pendant la grande famine irlandaise de 1845-1852,. Son père travaillait dans le secteur de la métallurgie. Sa mère a été suffragette avant que les femmes obtiennent le droit de vote en 1920. En 1936, Richard Daley épouse Eleanor Guilfoyle,, elle aussi d'origine irlandaise.
Richard Joseph Daley et Eleanor Guilfoyle Daley ont quatre filles et trois fils. Parmi leurs sept enfants, Richard M. Daley est maire de Chicago de 1989 à 2011, William Daley est secrétaire au Commerce des États-Unis de 1997 à 2000, puis chef de cabinet de la Maison-Blanche de 2011 à 2012, et John P. Daley est membre du conseil de l'administration du comté de Cook (Cook County Board of Commissioners) et membre à la Chambre des représentants de l'Illinois.

## Parcours politique
Dans sa jeunesse, Richard Joseph Daley vend des journaux et faisait des livraisons pour un colporteur de porte à porte ; il travaille aux abattoirs des Union Stock Yards (dans le secteur de New City, juste au sud de Bridgeport) pour payer ses études de droit. Il passe son temps libre au Hamburg Athletic Club, une organisation sportive, sociale et politique proche de son domicile. Le Hamburg Athletic Club et d'autres clubs similaires étaient financés, du moins en partie, par des hommes politiques démocrates locaux. Daley y fait ses armes, non pas dans le sport, mais dans l'organisation, en tant que directeur du club. Le 3 novembre 1936, il devient membre de la Chambre des représentants de l'Illinois pour le 9e district. À l'âge de 22 ans, il est élu président du club et occupe cette fonction jusqu'en 1939. Bien qu'il pratique le droit avec son associé William J. Lynch, il consacre la majeure partie de son temps à sa carrière politique.

### Maire de Chicago (1955-1976)

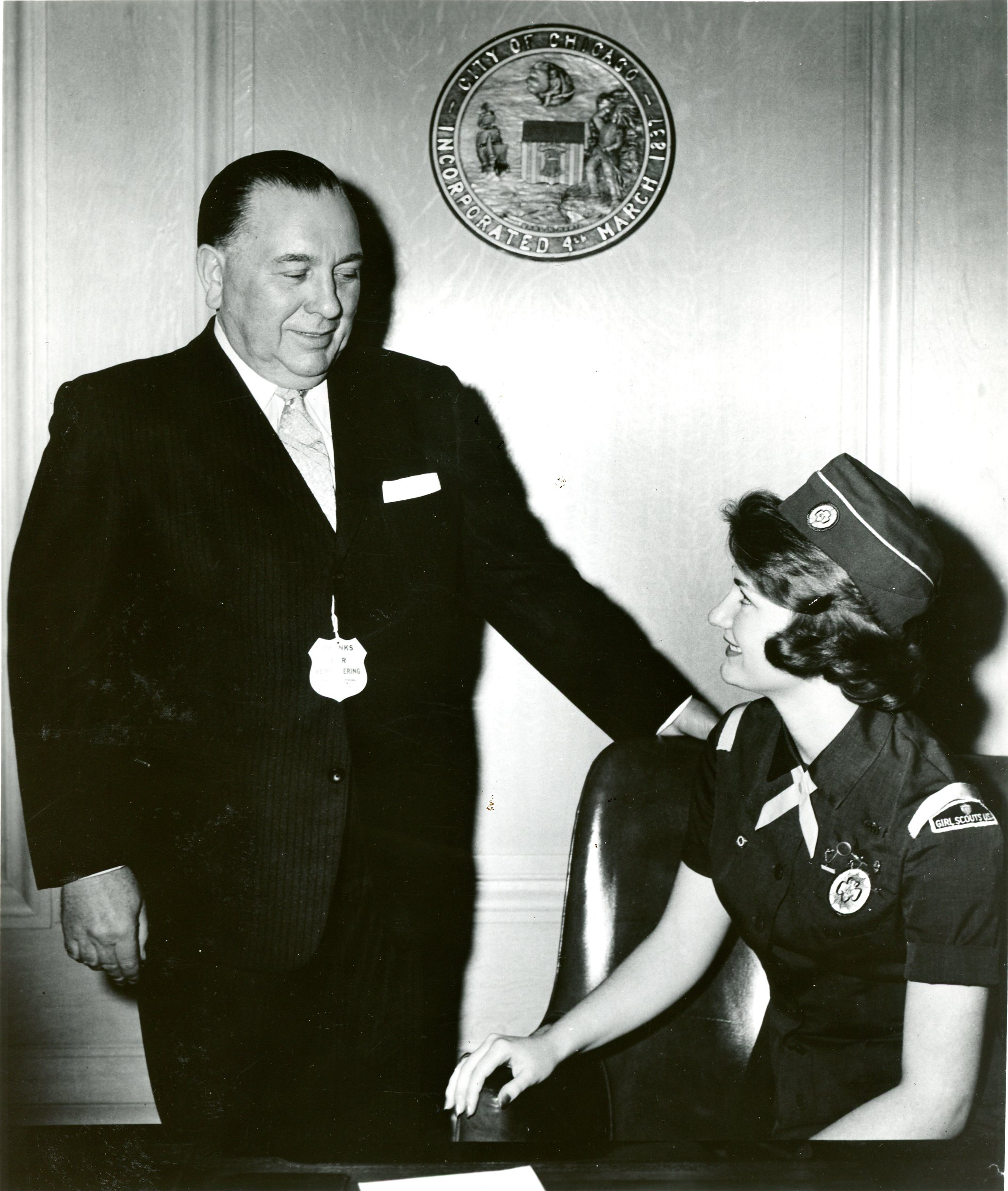
Richard J. Daley et Ann Graham, une girl scout, à l'hôtel de ville de Chicago au début des années 1960.

En 1946, Richard J. Daley perd l'élection au poste de shérif du comté de Cook, la seule défaite électorale de sa vie. Peu après, il est en revanche élu secrétaire du même comté, un poste qu'il conserve jusqu'à son élection à la mairie de Chicago en 1955. Il est réélu à cinq reprises, restant vingt-et-un ans à la tête de l'hôtel de ville de Chicago.
Lors de la convention démocrate d'août 1968, la répression par la police de Chicago envers les manifestants contre la guerre du Viêt Nam, lui est reprochée dans son propre camp. La manifestation était interdite aux alentours de l'International Amphitheatre où devait se dérouler la convention. Plusieurs milliers de manifestants essayent de marcher vers le lieu de la convention dont Abbie Hoffman, Jerry Rubin, David Dellinger, Tom Hayden, Rennie Davis, John Froines et Lee Weiner (connus sous le nom des Chicago Seven ; les « sept de Chicago ») qui ont été accusés de conspiration et d'incitation à la révolte. Ils sont arrêtés en chemin par la police de Chicago qui utilise des gaz lacrymogènes et des matraques. Plus tôt dans l'année, la réaction de Daley contre les émeutes afro-américaines consécutives à l'assassinat de Martin Luther King fut l'objet de vives controverses ; il avait notamment déclaré avoir ordonné au chef de la police de tirer pour tuer des émeutiers tenant un cocktail Molotov.
Comme beaucoup de ses prédécesseurs, Richard Daley tient la ville au moyen d'un système de corruption et de clientélisme. Sous son administration existaient 35 000 emplois de patronage qui lui permettaient d’acheter environ 200 000 voix. Le système est fondé sur la loyauté. En 1969 toutefois la Cour suprême finit par interdire de licencier un employé sous prétexte qu’il ne soutient pas un candidat prédéfini, et le nombre des emplois « politisés » a significativement diminué.

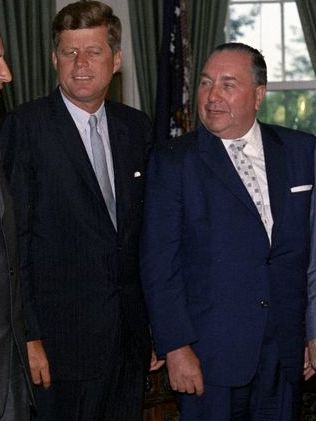
Le président John F. Kennedy et Richard J. Daley en 1962.

Richard Daley est toutefois considéré comme un maire auquel revient le mérite d'avoir largement contribué à sauver Chicago du déclin économique que d'autres villes industrielles de la Rust Belt (« ceinture de rouille »), telles que Cleveland, Pittsburgh, Buffalo et Détroit, ont connu au cours de la même période. En effet, à la suite du déclin des industries lourdes, une partie de la population a quitté les anciens centres économiques pour s'installer dans des régions plus dynamiques ce qui entraîna, en plus du déclin économique, une impressionnante dépopulation de certaines grandes villes. Chicago est la ville qui s'en est le mieux sortie.
Il bénéficiait d'un soutien important de la part de la communauté irlandaise de Chicago et était considéré par des hommes politiques nationaux tels que Lyndon B. Johnson comme un homme politique de premier plan, avec des liens particuliers avec la famille Kennedy. Daley a joué un rôle majeur dans l'histoire du Parti démocrate, notamment en soutenant John F. Kennedy lors de l'élection présidentielle de 1960 et Hubert Humphrey lors de l'élection présidentielle de 1968. Il a été le maire de Chicago qui est resté le plus longtemps en fonction jusqu'à ce que son fils Richard M. Daley batte son record en 2011.
Il est également reconnu d'avoir mis en chantier plusieurs constructions d'importances nationale et internationale, telles que l'agrandissement et la modernisation de l'aéroport international O'Hare (premier aéroport mondial en nombre de passagers jusqu'en 2005 ; quatrième aéroport mondial en nombre de passagers en 2021), la construction de certains des plus hauts gratte-ciel du monde, dont le 875 North Michigan Avenue (1969 ; 343 mètres de haut ; deuxième plus haut gratte-ciel du monde derrière l'Empire State Building), l'Aon Center (1973 ; 346 mètres) et la Willis Tower (1973 ; 442 mètres, 527 m avec ses antennes ; plus haut gratte-ciel du monde de 1973 à 1998 et de l'hémisphère ouest jusqu'en 2013), la création du centre de convention de McCormick Place (le plus important des États-Unis), la construction d'autoroutes urbaines (Kennedy Expressway, Chicago Skyway, Dan Ryan Expressway), la rénovation de nombreux tronçons et infrastructures du métro de Chicago, l'agrandissement et la modernisation de l'université de l'Illinois à Chicago (University of Illinois Chicago ; UIC) et de nombreuses autres infrastructures.

## Fin de vie

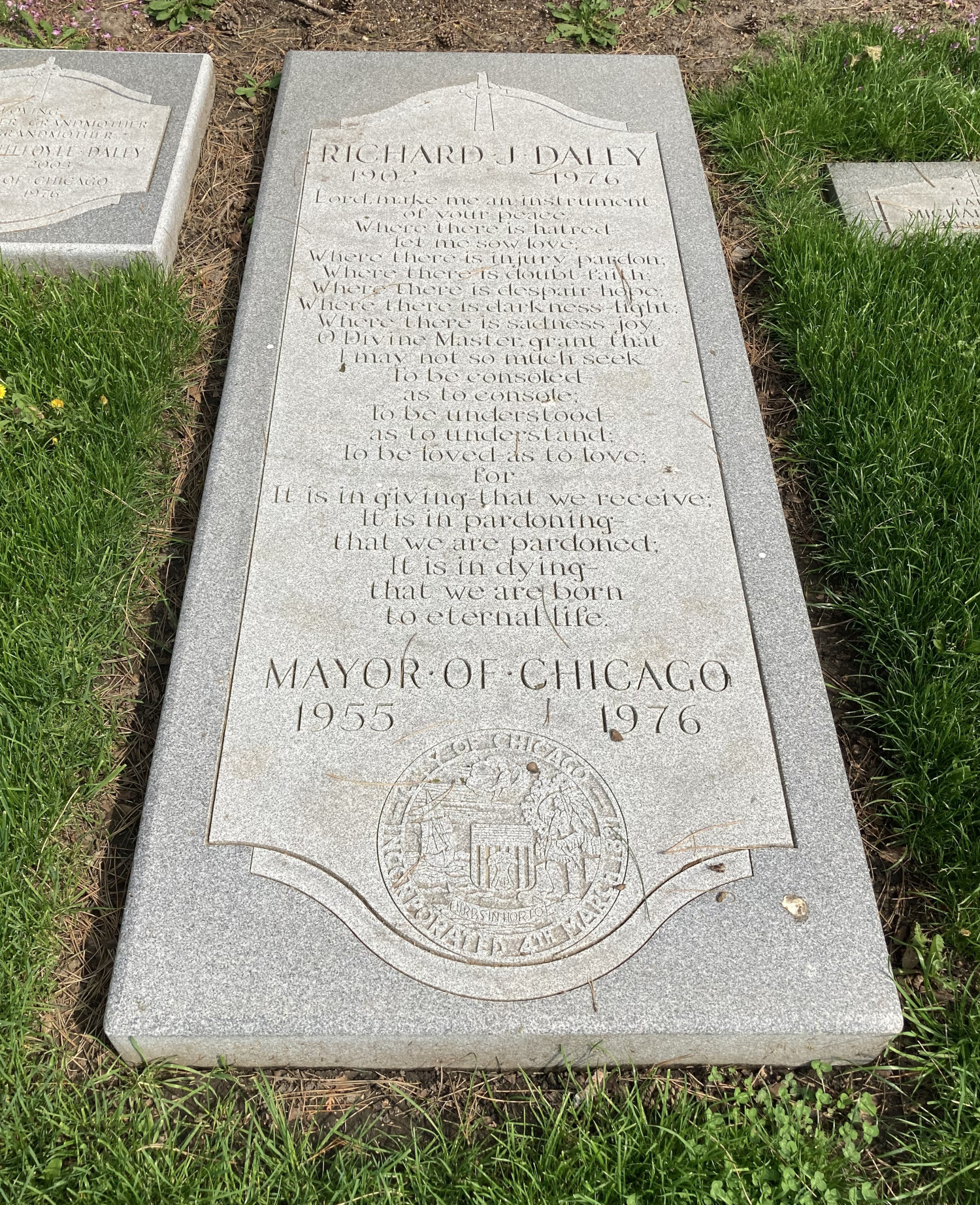
Sépulture de Richard Daley au cimetière catholique de Holy Sepulchre à Alsip (Illinois).

Le 20 décembre 1976, peu après 14 heures, Daley s'effondre dans le secteur de Near North Side alors qu'il se rend à son déjeuner. Il est transporté d'urgence au cabinet de son médecin privé dans le 900 North Michigan, un bâtiment situé dans le quartier de Streeterville. Il a été confirmé plus tard par son médecin que Richard Daley avait été frappé d'une crise cardiaque. Il est déclaré mort à 14 h 55. Daley était âgé de 74 ans. Ses funérailles ont lieu dans l'Église catholique qu'il fréquente depuis son enfance, l'église de la Nativité de Chicago (Nativity of Our Lord Church), dans le secteur de Bridgeport. Richard Daley est enterré au cimetière catholique de Holy Sepulchre Cemetery & Mausoleum à Alsip (une petite commune de la banlieue sud-ouest, limitrophe de la ville de Chicago), dans le township de Worth.
Le jour de son décès, Daley est remplacé par Michael Anthony Bilandic qui prend la tête de l'hôtel de ville. Cependant, la mauvaise gestion de son administration à la suite du blizzard de 1979 qui toucha durement la ville, ainsi que les scandales de corruption à répétition, poussa les habitants de Chicago à élire la même année Jane Byrne, la première femme maire de Chicago,.
Un gratte-ciel de Chicago, autrefois appelé Civic Center, fut rebaptisé Richard J. Daley Center le 27 décembre 1976 pour lui rendre hommage, sept jours après sa mort. Le bâtiment se situe dans Downtown Chicago, dans le secteur communautaire du Loop à l'intersection de Randolph/Washington Streets et Dearborn/Clark Streets, juste à côté de l'hôtel de ville de Chicago et du James R. Thompson Center.
Daley est connu par de nombreux Chicagoans comme « Da Mare » (« Le Maire »), « Hizzoner » (« Son Honneur »), et « The Man on Five » (son bureau se trouvait au cinquième étage de l'hôtel de ville). Depuis sa mort et l'élection de son fils Richard comme maire en 1989, Richard J. Daley est connu sous le nom de « Boss Daley », « Old Man Daley » ou « Daley Senior » par les habitants de Chicago.

## Dans la culture populaire

### Au cinéma
- 2000 : Treize Jours (Thirteen Days), film américain de Roger Donaldson, interprété par l'acteur Jack McGee.

### Dans la musique
- 1972 : Le premier couplet de la version originale du titre The Lincoln Park Pirates, interprété par le chanteur Steve Goodman, contient le vers « the stores are all closing and Daley is dozing » (« les magasins ferment tous et Daley somnole »). Après la mort de Daley, Goodman a remplacé le vers par «… and Bilandic was chosen » («… et Bilandic a été choisi ») en référence au maire de Chicago Michael Anthony Bilandic (successeur de Daley connu pour la mauvaise gestion de son administration et les scandales de corruption).
- 1977 : Dans la chanson intitulée Daley's Gone écrite et enregistrée par Steve Goodman, dans son album Say It in Private.